# Zhao Jiawen
Zhao Jiawen (geboren am 16. Januar 2001) ist ein chinesischer Nordischer Kombinierer.

## Werdegang
Zhao Jiawen gab im Winter 2018/19 am 14. Dezember 2018 in Steamboat Springs sein Debüt im Continental Cup der Nordischen Kombination. Im Einzelwettbewerb in der Gundersen-Methode, der von einer Schanze mittlerer Größe ausgetragen wurde und einen Skilanglauf über zehn Kilometer beinhaltete, erzielte er den 38. Platz. Am 12. Januar 2019 erreichte er in Kuusamo mit einem 29. Platz im Massenstart seine erste Punkteplatzierung in dieser Wettbewerbsserie. Den Gesamt-Continental-Cup 2018/19 schloss er auf dem 95. Rang ab.
Im Februar 2019 nahm er an den Nordischen Skiweltmeisterschaften 2019 in Seefeld in Tirol teil, bei denen er zu drei Wettkämpfen antrat. Im Einzelwettkampf von der Großschanze belegte er den 52. Platz. Im Teamsprint von der Großschanze beziehungsweise über 2 × 7,5 Kilometer sprang und lief er gemeinsam mit Zhao Zihe auf den 15. und letzten Platz. Im Einzelwettbewerb von der Normalschanze wurde er aufgrund nicht regelkonformer Sprungschuhe nach dem Skispringen disqualifiziert, womit er zum Skilanglauf nicht antreten durfte.
Zhao startete im Sommer 2019 am 25. August in Oberwiesenthal zum ersten Mal im Grand Prix der Nordischen Kombination, wobei er nach dem Skispringen von der Normalschanze und dem Skilanglauf über zehn Kilometer als 46. das Ziel erreichte. Grand-Prix-Punkte konnte er in diesem Sommer nicht erreichen. In der Weltcup-Saison 2019/20 debütierte er am 29. November 2019 in Kuusamo mit einem 55. Platz auch im Weltcup der Nordischen Kombination. Auch in diesem konnte er in dieser Saison bei einem weiteren Start keinen Punktgewinn verzeichnen.
Im Continental Cup erreichte er erst im olympischen Winter 2021/22 wieder Wertungspunkte. Gemeinsam mit Dinigeer Yilamujiang war er Schlussläufer des olympischen Fackellaufes für die Olympischen Winterspiele 2022 mit dem Hauptaustragungsort Peking. Bei der dortigen Eröffnungsfeier am 4. Februar 2022 entzündeten die beiden das olympische Feuer. Im Verlauf der Winterspiele trat Zhao zunächst im Mixed-Team-Wettbewerb im Skispringen an, in dem er an der Seite von Dong Bing, Song Qiwu und Peng Qingyue Zehnter wurde. Anschließend nahm er auch an allen drei Wettbewerben der Nordischen Kombination teil.

## Statistik
Continental-Cup-Platzierungen
| Saison  | Platz | Punkte |
| ------- | ----- | ------ |
| 2018/19 | 095.  | 002    |
| 2021/22 | 064.  | 032    |
| 2023/24 | 036.  | 130    |